# Eugenius I
Eugenius I, född i Rom, död 2 juni 657 i Rom, var påve från den 10 augusti 654 till sin död den 2 juni 657. Eugenius I vördas som helgon i Romersk-katolska kyrkan, med den 2 juni som minnesdag.

## Biografi
Eugenius var född i Roms första ecklesiastikala region, som son till en Rufinianus. Från tidiga år hade han varit präst, varunder han hade utmärkt sig för sin generositet.
Den monoteletistiska striden hade gått så långt att påve Martin I hade landsförvisats av kejsaren i bysantinska riket den 18 juni 653, varefter kyrkan leddes av ärkepräster och notarier under en lång tid. Efter en vakans om ett år och två månader valdes Eugenius I till påve, den 10 augusti 654. Med tanke på omständigheterna vore det inte otroligt om han uppsattes på Heliga stolen av kejsaren, och att han av denne förväntades följa kejsarens bud. Martin I samtyckte emellertid till utnämningen med tiden, så Eugenius torde ha erbjudit kejsaren motstånd om det skulle varit så.
En av de första handlingarna Eugenius företog som påve var att sända legater till Konstantinopel med brev till kejsar Konstans II med underrättelser om hans utnämning och en trosbekännelse. Men legaterna lät sig vinnas över till monoteletisternas sida, och återvände till Heliga stolen med ett brev från en synod av Petrus, den nye patriarken av Konstantinopel. Med sig hade de också kejsarens envoyéer, som hade gåvor från kejsaren och en begäran att påven skulle ingå gemenskap med den nye patriarken. Petrus brev var obskyrt och undvikande, och nämnde inte de kritiska orden "vilja" eller "verkningssätt" när det gällde Kristus. Brevet lästes upp i basilikan Santa Maria Maggiore, där prästerna och församlingen avvisade det med indignation, och ville inte låta påven lämna kyrkan förrän han hade lovat att han inte skulle erkänna brevet som kanoniskt. I bysantinska riket blev de mycket förargade över detta mottagande, och lovade att avsätta Eugenius så snart den politiska situationen tillät det. Muslimernas invasion av Rhodos år 654 och deras seger över Konstans II i sjöslaget vid Phoenix år 654 räddade Eugenius från att gå samma öde till mötes som sin företrädare.
När Wilfrid besökte Rom första gången var det med all säkerhet denne påve han mötte. Syftet med besöket var att Wilfred var nyfiken på riterna i kyrkan och klostren som var i bruk där. Om detta finns att läsa hos bland andra Beda venerabilis. Vidare vet man att Eugenius konsekrerade 21 biskopar för att verka i olika delar av världen, och att han begravdes i Peterskyrkan.